# Udžbenik
Udžbenik je osnovna školska knjiga koja na sustavan i didaktički primjeren način izlaže nastavni sadržaj pojedinoga nastavnog predmeta. Zabilježeni povijesni razvoj udžbenika u Hrvatskoj započinje 1527. godine s Prvom tiskanom hrvatskoglagoljskom početnicom dok je na svjetskoj razini prvi udžbenik zorne nastave napisao Jan Amos Komenský 1654. godine. Autori udžbenika trebaju poštovati propisani udžbenički standard prilikom oblikovanja udžbeničkih nastavnih cjelina, tema i jedinica. Pojedina nastavna jedinica namijenjena je jednome školskom satu na kojemu se obrađuje nastavno gradivo kroz pet nastavnih etapa. 

## Povijesni razvoj udžbenika

### Razvoj udžbenika u Hrvatskoj

#### Prva tiskana hrvatskoglagoljska početnica
Prva tiskana hrvatskoglagoljska početnica najstarija je sačuvana hrvatska čitanka otisnuta glagoljicom 1527. godine. Otisnuo ju je Mlečanin Andrija Torresani uvezavši je u crvenu, nelakiranu kožu. Najstarije sačuvana hrvatska čitanka tiskana je na 11 stranica. Na svakoj stranici prosječno je otisnuto trideset do trideset i šest redaka. Prevladava dvobojni crveno-crni tisak. Crvena boja koristila se radi boljeg isticanja natpisa i inicijala koji su bili tiskani u većoj dimenziji s obzirom na ostatak teksta koji je bio otisnut u manjoj dimenziji crnom bojom. Na prvoj stranici čitanke nalazi se spoj slika i teksta. Središnji dio stranice zauzima tekst uokviren crnim okvirom. Tekst započinje simbolom kršćanstva, crvenim križićem, otisnutim u lijevome gornjem kutu. Crvenom bojom otisnut je i zaziv – Isus i Marija. Ispod zaziva crnom bojom ispisana je azbuka. Trideset i tri glagoljska slova nalaze se u tri reda čime svaki red broji po jedanaest glagoljskih slova. Ispod azbuke crnom je bojom otisnuta tablica za sricanje koja sadrži sve kombinacije svakoga pojedinog suglasnika sa svakim samoglasnikom što je učenicima olakšavalo učenje. Nakon toga dolaze kršćanske molitve Oče naš i Zdravo Marijo. Pokraj molitvi nalaze se dvije slike kršćanske tematike. Slike se nalaze i izvan teksta uokvirenog crnim okvirom, a tematiziraju biljni i životinjski svijet te svakodnevni učenički život. Ukupno je sačuvano sedam primjeraka Prve tiskane hrvatskoglagoljske početnice, a jedan od njih nalazi se u Nacionalnoj i sveučilišnoj knjižnici u Zagrebu.
Osim Prve tiskane hrvatskoglagoljske početnice, značajni su i neki drugi udžbenici koji nose predznak „prvi“:
1. 1. Jakob Pejačević tiskao je prvi udžbenik iz geografije u Hrvatskoj na latinskom jeziku 1714. godine pod nazivom Veteris et Novae geographiae, Compendiosa Congeries.
  2. Prvi udžbenik spolnog odgoja u Hrvatskoj tiskao je Marijan Košiček 1975. godine.

### Razvoj udžbenika u svijetu

#### Jan Amos Komensky„Osjetilni svijet u slikama„
Prvi udžbenik zorne nastave, izvornoga imena Orbis sensualium pictus, Komensky je napisao 1654. godine. Svojim udžbenikom nastojao je učiteljima i učenicima ukazati na zlatno pravilo svakoga nastavnog sata pokazujući koliko je važno da učenici usvajaju nova znanja i razvijaju nove vještine koristeći vlastita osjetila i sposobnosti. Učenik će biti uspješan u usvajanju novih znanja i razvijanju novih vještina ako se služi perceptivnim sposobnostima (oopažajnim sposobnostima), tj. ako svijet oko sebe doživljava kroz svoja osjetila (vizualno putem vida, auditivno putem sluha, taktilno putem dodira, gustativno putem okusa, olfaktivno putem mirisa). Sposobnosti izražavanja učenik upotrebljava kako bi, sve ono što je zapazio svojim perceptivnim sposobnostima, mogao npr. zapisati, pročitati, odrecitirati, naslikati, otpjevati... Učenik će na temelju vlastitih praktičnih sposobnosti imati aktivan odnos prema konkretnoj materiji što je osobito vidljivo u praktičnome radu. Intelektualne sposobnosti utemeljene su na intelektualnome radu, a služe kako bi učenik mogao razvijati sve ostale sposobnosti. U skladu s načelom zornosti za koje se Komensky zalagao, u svoj je udžbenik uvrstio i slike. Zbog toga je „Osjetilni svijet u slikama“ poznat i kao prvi priručnik sa slikama u kojemu je izloženo 150 slika koje prikazuju čovjeka, biljni i životinjski svijet te anorgansku prirodu. Zornost nalaže da sliku uvijek prati tekst tako da se na lijevoj strani udžbenika nalazi slika, a na desnoj strani je, na latinskom jeziku, ispisan tekst koji objašnjava priloženu sliku. Sliku bi učenici prvo promatrali osjetilom vida. Promatranu sliku bi usmeno opisivali nakon čega bi čitali zapisane opise ispod slike. Učitelj bi učenicima prvo pokazao sliku životinje, npr. vrane. Učenici su znali da je to životinja koja pripada rodu ptica, ali nisu znali kako se zove. Učitelj bi im otkrio da se ptica zove vrana i da se glasa a-a-a. Učenici bi za njim ponavljali, a on bi zapisao slovo a i učenicima pokazao pokrete ruku kojima se piše slovo a. Tako bi učenici zorno učili pojedina slova. Svojim djelom „Osjetilni svijet u slikama“, Komensky je utro put današnjim udžbenicima koji svoje tekstualne sadržaje obavezno popraćuju slikama, grafikonima i tablicama. 
Osim Komenskog, koji je objavio „Osjetilni svijet u slikama“, navodimo i druge značajne autore i njihove udžbenike:
1. 1. Helenistički filolog Dionizije Tračanin napisao je prvi sačuvani udžbenik grčke gramatike pod nazivom „Umjetnost gramatike“.
  2. Prvi udžbenik rimskog prava objavio je rimski pravnik Gaj u 2.st. Udžbenik je nazvao „Institucije“, a podijelio ga je na četiri knjige u kojima objašnjava osnove rimskog prava.
  3. Prvi udžbenik prekomurskog jezika napisao je Mihael Kotsmar 1725. godine pod nazivom „Abczedarium szlownszko“ (Slovenski abecedar).
  4. Prvu gramatiku staroslavenskog jezika napisao je češki slavist Josef Dobrovski 1822. godine pod nazivom „Udžbenik staroslavenskog jezika“
  5. Prvi udžbenik pomorske medicine napisao je Antonio Giacich 1855. godine na talijanskome jeziku pod nazivom „Lezioni mediche per naviganti“ (Medicinska poduka za pomorce).
  6. Prvi udžbenik iz oceanografije napisao je Matthew Fontine Maury 1855. godine pod nazivom „Fizikalna geografija“.
  7. Prvi udžbenik sintakse književnog jezika Hrvata, Skladnja ilirskoga jezika, objavio je Adolfo Veber Tkalčević 1859. godine u Beču.
  8. Prvi udžbenik iz esperanta objavio je L.L. Zamenhof pod pseudonimom Dr. Esperanto 1887. godine u Varšavi.

## Koncepcija udžbenika
Udžbenik se odabire na temelju propisanoga nastavnog plana i programa koji je strukturiran na temelju znanstvene discipline nadležne za pojedini nastavni predmet u pojedinoj školskoj godini. Gradivo koje se nalazi u pojedinome udžbeniku temelji se na propisanome nastavnom planu i programu. Nastavni plan i program predstavlja temelj nastavnog rada. Nastavni plan je školski dokument koji u obliku tablice prikazuje nastavne predmete koji se izvode u pojedinoj školi, vremenski redoslijed njihova izvođenja u svakome pojedinom razredu te tjedni broj sati namijenjen pojedinome nastavnom predmetu. Nastavni program predstavlja konkretizaciju nastavnog plana propisujući opseg ili ekstenzitet, dubinu ili intenzitet i redoslijed ili strukturu nastavnog programa. Opseg nastavnog programa obuhvaća kvantitetu ili koliko široku lepezu znanja i razvitak sposobnosti učenici trebaju usvojiti i razviti u pojedinome nastavnom predmetu tijekom pohađanja pojedinog razreda. Dubina nastavnog programa odnosi se na kvalitetu ili koliko duboko učenici pojedinoga razreda trebaju baratati znanjem i razvijati svoje sposobnosti u jednome nastavnom predmetu unutar jedne školske godine. Redoslijed ili struktura nastavnog programa odnosi se na poredak kojim se obrađuju nastavni sadržaji pojedinoga nastavnog predmeta tijekom jedne školske godine. 
Uspješno koncepiran udžbenik podijeljen je u više nastavnih cjelina, tema i jedinica. 
„Nastavnu cjelinu čine kompleksniji dijelovi nastavnoga programa u kojima dominira određena središnja tematika prožeta nekom osnovnom idejom (metodološkom, znanstvenom, ekonomskom…) 
„Nastavna tema je zaokupljena cjelina nastavnoga gradiva koja se, zavisno od obujma gradiva i od uzrasta učenika, može obrađivati na jednome ili više nastavnih sati. 
“Nastavna jedinica je naziv za nastavnu građu koja se kao sadržajna cjelina obrađuje kontinuirano, bez vremenskih prekida. Veličina, kompozicija i sadržaj jedinice zavise od programa, sposobnosti učenika, sredstava i vremena kojima se raspolaže.Nastavna jedinica namijenjena je trajanju jednoga školskog sata u trajanju od 45 minuta. Svaka udžbenička nastavna jedinica, kao najmanji dio udžbenika, sastoji se od teksta i pripadajućih dodatnih materijala; slika, grafikona, tablica, zadataka...Tekst iznosi činjenice koje učenici trebaju usvojiti prilikom obrađivanja nastavne jedinice, a dodatni materijali olakšavaju (vizualiziraju) iznesene činjenice kako bi učenici lakše došli do stvaranja generalizacija. 
 

## Udžbenički standard
Ministarstvo znanosti, obrazovanja i športa Republike Hrvatske propisalo je 26. travnja 2011. godine udžbenički standard koji se temelji na sedam zahtjeva; znanstveni, pedagoški i psihološki psihološki, didaktičko-metodički, etički, jezični, likovno-grafički, tehnički.

### Znanstveni
Udžbenički sadržaj temelji se na znanstveno provjerenim postavkama nadležne znanstvene discipline pojedinoga nastavnog predmeta za koji se izdaje udžbenik. 

### Pedagoški i psihološki
Udžbenik napisan u skladu s pedagoškim i psihološkim zahtjevima označava primjerenost učenikovim razvojnim mogućnostima. Takav bi udžbenik trebao poticati učenikovu unutrašnju motivaciju i interes za nastavni predmet koji bi se iskazivao u želji za samostalnim i aktivnim učenjem i istraživanjem. Rezultat bi bio razvoj učenikovog vlastitog kritičkog mišljenja. 

### Didaktičko-metodički
Didaktičko-metodički zahtjevi propisuju izgled samoga udžbenika. Udžbenik treba biti pisan u skladu s postavkama nacionalnoga kurikuluma tako što prati područje, polje i granu nadležne znanstvene discipline pojedinoga nastavnog predmeta. Na početku svakog udžbenika nalazi se predgovor koji donosi koncepciju samog udžbenika. U svakom udžbeniku obvezno je propisan sadržaj, a od petog razreda osnovne škole na zadnjim stranicama udžbenika pridodan je abecedni indeks pojmova i imena. Sadržaj prikazuje podjelu udžbenika na njegove nastavne cjeline, teme i jedinice.  Svaka bi nastavna jedinica trebala korelirati s drugim nastavnim predmetima kako bi učenici lakše povezivali usvojena znanja. Svaka pojedina nastavna jedinica sastoji se od tekstualnoga dijela koji bi trebale pratiti ilustracije u obliku fotografija, grafičkih priloga, slika, karti, dijagrama što bi učenicima omogućilo lakše usvajanje pročitanoga nastavnog gradiva. U istu svrhu novi bi pojmovi trebali biti posebno istaknuti drugom bojom, povećanim fontom ili bi trebali biti uokvireni. Sadržaj bi trebao biti podijeljen na obvezni i izborni te bi trebao pokrivati različite razine znanja te upućivati i na druge izvore. 

### Etički
Očuvanje kulturne baštine koja se očituje kroz brigu za nacionalna bogatstva, ali i suživot na europskoj razini kroz promicanje demokracije, vladavine prava i domoljublja. U svrhu ravnopravnosti spolova upotrebljavaju se imenice oba rodai ilustracije oba spola. 

### Jezični
Upotreba hrvatskog jezika i to njegove standardne inačice iz koje je isključeno dijalektalno bogatstvo te upotreba hrvatskog pravopisa. Dopuštena je upotreba kratica i simbola u skladu s hrvatskom normom. Preporučuje se izbjegavanje tuđica, ali je njihova upotreba dopuštena ako ne postoji normirani stručni hrvatski naziv. 

### Likovno-grafički
Likovno-grafički zahtjevi odnose se na ilustracije koje omogućuju lakše razumijevanje teksta i na taj način učenicima olakšavaju savladavanje tekstualnoga gradiva. Zbog toga ilustracije moraju biti usklađene s tekstom. Preporučuje se stavljanje ilustracija na istu stranicu na kojoj se nalazi tekst koji se ilustrira. Ako ilustracija ima autora, on se obvezno navodi ili ispod ilustracije ili na početku užbenika ako je cijeli udžbenik ilustrirao isti autor. Svaka ilustracija treba biti opisana navodeći naziv ilustracije i njezin tekstovni opis. 

### Tehnički
Udžbenik je uvezan u meki uvez koji je ili ljepljen ili šivan. Udžbenici se tiskaju u jednome svesku na A4 ili B5 formatu. Veličina pisma se mijenja s obzirom na učenikovu dob; u prvome razredu osnovne škole predviđeno je pismo od 14-18 tipografskih točaka, od drugog do četvrtog razreda osnovne škole predviđa se pismo od 12-14 tipografskih točaka, od petog do osmog razreda osnovne škole pismo od 11-13 tipografskih točaka, a u srednjoj školi od 9-11 tipografskih točaka. Udžbenik je predviđen za višegodišnju upotrebu i zbog toga ne bi trebao sadžavati praznine koje bi učenik jedne generacije koristio u svrhu pravljenja bilježaka.
Papir na kojemu se udžbenik tiska može težiti od 75g/m2 do 90g/m2. Tiskani udžbenik može imati dodatnu opremu u obliku CD-a ili DVD-a. S ozirom na količinu obradivoga sadržaja, udžbenički standard jednome nastavnom satu u trajanju od 45 minuta namjenjuje obradu dvije stranice udžbeničke građe. Udžbenik može sadržavati do 10% izbornoga i isto toliko interdisciplinarnog sadržaja.  
 

## Didaktičko oblikovanje udžbenika
Dobro didaktički oblikovan udžbenik rukovodi se četirima smjernicama:

### Usklađenost nastavne jedinice i nastavnog procesa
Nastavni proces sastoji se od pet međusobno povezanih dijelova;
a) motivacija ili uvođenje ili priprema učenika za nastavni sat
b) obrađivanje novih nastavnih sadržaja
c) vježbanje
d) ponavljanje
e) provjeravanje i ocjenjivanje
Svaki nastavni sat se, s obzirom na dio koji u njemu prevladava, dijeli na pojedinu vrstu. Ako tijekom nastavne jedinice prevladava obrada novoga gradiva, nastavni sat nosi naziv sat obrade novoga gradiva. Ako tijekom nastavne jedinice prevladava etapa vježbanja, nastavni sat se naziva satom vježbanja. Ako prevladava ponavljanje, naziva se satom ponavljanja, a ako prevladava provjeravanje i ocjenjivanje, naziva se satom provjeravanja i ocjenjivanja. 

### Primjerenost nastavnih aktivnosti
Udžbenik bi trebao nuditi što raznovrsniju ponudu aktivnosti kako bi kod
učenika razvijao sposobnosti potrebne za savladavanje nastavnog predmeta; senzorne aktivnosti koje se temelje na sposobnostima osjetnog doživljaja putem vida, sluha, dodira, njuha, okusa. Manualne ili praktične temelje se na praktičnome radu koji je izražen kroz aktivan odnos učenika prema materiji. Aktivnosti izražavanja temelje se na čitanju, govorenju, pisanju, crtanju. Intelektualne ili mentalne aktivnosti svoj temelj pronalaze u intelektualnome radu. Ako je udžbenik tako koncipiran, učenici stječu vrlo visoku kvalitetu znanja, tj. stječu aktivno ili operativno znanje koje im omogućuje sigurno vladanje nastavnim sadržajima. Nastavni sadržaj znaju objasniti i primijeniti naučeno u školi i izvan nje. 

### Primjerenost udžbenika nastavniku
Nastavnik bi se trebao lako snalaziti u udžbeniku kako bi lakše poučavao svoje učenike. 

### Primjerenost udžbenika učeniku
Udžbenik bi trebao biti napisan tako da se učenik u njemu lagano snalazi jer udžbenik učenik koristi u školi u kojoj mu u pomoć može priskočiti nastavnik, ali i kod kuće prilikom samostalne upotrebe. Upravo zbog toga udžbeničko gradivo mora biti dobro sistematizirano. 

## Etape nastavnog sata u udžbeničkoj nastavnoj jedinici
Svaka nastavna jedinica, u trajanju od 45 minuta i s obzirom na nastavno gradivo koje obrađuje, može različito iskorištavati pet etapa nastavnog procesa (motivaciju, obrađivanje novih nastavnih sadržaja, vježbanje, ponavljanje, provjeravanje i ocjenjivanje). 

### Motivacijaili uvođenje ili priprema učenika za nastavni sat
Pripremanje učenika za nastavni sat je raznovrsno.
U udžbeničkoj nastavnoj jedinici priprema učenika za nastavni sat nalazi se u početnim dijelovima nastavne jedinice u obliku sljedećih podnaslova; Priprema za rad, Znaš li odgovoriti, Pokušaj riješiti, Ponovite, Pripremne vježbe, Prouči i riješi, Ispitaj. Takvi podnaslovi nude mnogobrojne zadatke, npr. prikupljanje materijala koji se donosi u školu na određeni školski sat (npr. tekst, slika), čitanje tekstova iz pomoćne literature (na satu ili prije nastavnoga sata pa se donose bilješke), razgovor s priznatim stručnjakom i donošenje zabilježenoga intervjua, promatranje predmeta i bilježenje uočenih činjenica, posjet ustanovama i prikupljanje potrebnih podataka, izvedba izražajnih aktivnosti (npr. čitanje, pisanje, crtanje). Sadržaji pripremnoga dijela sata ne mogu iz sata u sat ostajati isti jer bi to učenike odvelo u monotoniju radi koje ne bi postigli dovoljnu razinu pobuđenosti svojih interesa i nastavni sat ne bi bio u potpunosti uspješan. Upravo radi toga autor/i udžbenika mora o tome voditi računa.

### Obrađivanje novih nastavnih sadržaja
Drugome dijelu nastavnog sata trebalo bi posvetiti 35% nastavnog vremena
Potrebna je sistematizacija sadržaja nastavne jedinice kako bi učenici usvojili potrebno znanje. Podnaslovima autor udžbenika nastoji sistematizirati nastavni sadržaj s obzirom na ključne točke pojedinoga nastavnog sata. Ti ključni elementi su glavni pokazatelji ostalih dijelova nastavne jedinice i na taj način učenicima omogućuju preglednu temeljnu strukturu sadržaja nastavnoga sata. “Pedagogijsko određenje znanja je razina, količina i kvaliteta sistematiziranih spoznaja, činjenica, načela, zakona, postupaka i uopćavanja koje je učenik svjesno spoznao i trajno zadržao u sjećanju te ih je sposoban prema potrebi ponoviti ili primijeniti u predviđenim okolnostima” Obrazovanje nam omogućuje stjecanje znanja u svome jedinstvu činjenica i generalizacija. Pedagoški principi nalažu kretanje od činjenica kako bismo postepeno došli do usvajanja generalizacija. Činjenice su pojedinosti iz objektivne prirodne i društvene stvarnosti za razliku od generalizacija koje su općenitosti, apstrakcije. Činjenice učenici mogu usvajati iz dva izvora znanja; primarni izvori ili izvori znanja iz prve ruke i sekundarni izvori ili izvori znanja iz druge ruke. Primarni izvor znanja jest izvorna stvarnost. Izvorna stvarnost je najegzaktniji izvor znanja jer učenici prema ponuđenoj činjenici mogu imati aktivan odnos. Aktivan odnos se očituje preko principa zornosti na način da se ponuđena činjenica percipira korištenjem osjetila (npr. može se vidjeti, dodirnuti, čuti, mirisati ili okusiti). Primarni izvori znanja su prikladniji izvori znanja radi svoje zornosti, emocionalne i intelektualne intenzivnosti te kretanja od činjenica prema generalizacijama. Učenikova emocionalna aktivnost može se očitovati u tri različita emocionalna odnosa; pozitivno, negativno i indiferentno. Pozitivan učenikov odnos vidi se u visokom stupnju aktivnosti tijekom nastavnoga sata. Negativan odnos se očituje u slaboj radnoj aktivnosti. Indiferentan učenikov odnos je nepovoljna nastavna situacija u kojoj su učenici ravnodušni prema svemu što nastavnik napravi. Primarni izvori znanja su intelektualno poticajniji jer angažiraju učenikove intelektualne doživljaje (mišljenje, maštu, pamćenje, percepciju).   
Udžbenik potiče proučavanje stvarnih izvora kroz promatranje, eksperimentiranje, korištenjem praktičnoga rada. Ako učenicima nije moguće činjenice približiti koristeći izvornu stvarnost, potrebno ih je približiti koristeći sekundarne izvore znanja ili izvore znanja iz druge ruke u obliku nastavnih sredstava. Udžbenik je sekundarni izvor usvajanja činjenica (iznimka je npr. nastava književnosti, povijesti ili stranoga jezika u kojoj je udžbenik primarni izvor ako donosi izvorni književni/povijesni/jezični tekst) ako donosi tekstove u kojima se činjenice opisuju kroz različite primjere ili konstatacije. Činjenice se ne moraju iznositi samo tehnikom opisivanja kako bi se udžbenik poimao kao sekundarni izvor znanja već se mogu izražavati i slikovnim putem u obliku karte, dijagrama, crteža, grafikona. Usvajanjem određene količine činjenica, dolazi se do općenitosti koje se nazivaju generalizacijama. Učenici najteže usvajaju generalizacije jer se one ne mogu doživjeti percpetivnim putem već se moraju spoznati, razumjeti. To su različita pravila, zakoni, definicije, pojmovi, zaključci, simboli, teorije. Udžbenik je dobro napisan ako su u njemu generalizacije formulirane i dobro objašnjene. Nastavnik bi trebao dobro poznavati sadržaj udžbenika po kojemu radi kako bi mogao pronaći primjerenu ravnotežu iznesenih činjenica i generalizacija s obzirom na razredni odjel u kojemu predaje.

### Vježbanje
Vježbanju bi nastavnici trebali posvetiti 50% nastavnoga sata kako bi se ostvario funkcionalni zadatak nastave s namjerom razvijanja učenikovih radnih sposobnosti. 
Veliki postotak nastavnoga vremena potrebno je odvojiti za vježbanje kako bi se uvježbale aktivnosti, operacije, radnje i na taj način usvojila dobra tehnika izvađanja određene radnje. Za svaku pojedinu nastavnu jedinicu autor udžbenika bi trebao izdvojiti temeljne radnje koje bi učenici trebali uvježbati. Kako bi se ovladalo određenom radnjom, potrebno je ovladati aktivnostima od kojih se radnja sastoji; senzorne aktivnosti, aktivnosti izražavanja, manualne ili praktične aktivnosti i misaone ili intelektualne aktivnosti.
Senzorne aktivnosti su aktivnosti utemeljene na našim senzorima/osjetilima (vid, sluh, dodir, okus, njuh) kojima razvijamo senzorne ili perceptivne sposobnosti. Tako npr. nastavnik može svojim učenicima dati tekst na kojemu oni treniraju svoju senzornu aktivnost vida i na taj način razvijaju sposobnost bolje vidne percepcije. Aktivnostima izražavanja (čitanje, pisanje, crtanje, pjevanje ) razvijaju se sposobnosti izražavanja. Manualne ili praktične aktivnosti razvijaju praktične sposobnosti. Intelektualne ili mentalne aktivnosti (npr. analiziranje, dokazivanje, definiranje, sistematiziranje, konkretiziranje) razvijaju intelektualne sposobnosti.
Radnju koja će se izvoditi udžbenik prvenstveno nudi kroz upoznavanje njezina modela. Učenici radnju upoznaju u cjelini, a tek onda kreću u upoznavanje njezinih dijelova. Dijelovi radnje upoznaju se kroz način izvođenja same radnje. Udžbenik bi trebao nuditi zadatke za vježbanje. Zadaci po kojima učenici uvježbavaju usvojenu vještinu mogu se grupirati u četiri skupine. Najjednostavniji zadaci su oni u kojima učenik uvježbava istu radnju koju je ponudio udžbenik. Složenija razina zadatka je da se uvježbava slična radnja. Treća razina složenosti je da se zadatak uvježbava na analognoj radnji, tj. upoznatu radnju učenici samostalno pronalaze u drugim situacijama.  Najteža razina uvježbavanja zadatka je da učenik sam formulira zadatak koji i samostalno izvodi. Dijelovi udžbeničkoga teksta koji se odnose na etapu vježbanja izraženi su sljedećim podnaslovima: Vježbe, Vježbaj, Zadaci za vježbanje ili u obliku prakičnih aktivnosti: Sastavi, Modeliraj, Izbrusi itd.

### Ponavljanje
Ponavljanje nastavnih sadržaja kako bi se oni trajno zadržali u pamćenju. Ponavljanje nastavnoga sadržaja nalazimo u dvije glavne forme; reproduktivno i produktivno ponavljanje. Reproduktivnim ponavljanjem se reproducira usvojeni nastavni sadržaj. U svrhu reproduktivnoga ponavljanja autor udžbenika bitne dijelove teksta naglašava posebnim tiskom (podebljano, iskošeno ili podcrtano) ili imperativnim formulacijama: Zapamti! Važno! Ne zaboravi! Autori udžbenika učenike potiču na reproduktivno ponavljanje formulirajući zadatke sa sljedećim sadržajem; Ispišite važne podatke i termine, ispišite sažetak nastavne jedinice, izradite tablični ili grafički prikaz nastavne jedinice.
Autori udžbenika ponavljanje mogu formulirati i na produktivan način. Takva vrsta ponavljanja osmišljena je s namjerom korištenja misaonih aktivnosti. U produktivnome ponavljanju zajedno su integrirani i ponavljanje i vježbanje jer učenici usvojene nastavne sadržaje ponavljaju na izmijenjen način što im omogućuje vježbanje.

### Provjeravanje i ocjenjivanje
Na kraju svake nastavne teme u udžbeniku bi trebali postojati osmišljeni zadaci kojima učenici samostalno provjeravaju usvojeno znanje i razvoj sposobnosti. Autori udžbenika mogu osmisliti pitanja na koja će učenici odgovarati u svojoj bilježnici. Tako se provjerava samo reproduktivno znanje. Zbog toga se savjetuje i davanje zadataka kako bi se istovremeno provjerilo stečeno znanje i razvoj sposobnosti.

Pojedina nastavna tema se u didaktičnome oblikovanju udžbenika može izlagati sukcesivnim redom; motivacija, obrada novih nastavnih sadržaja, vježbanje, ponavljanje, provjeravanje. Osim sukcesivnim slijedom, nastavna tema može se obrađivati i simultanim slijedom u kojemu se istovremeno izlažu nastavni sadržaji i provodi vježbanje. Nakon ostvarene simultane obrade novih nastavnih sadržaja i vježbanja, simultanost radnji nastavlja se i u dijelu ponavljanja koje se izvodi istovremeno s vježbanjem. Može se napraviti i simultanost vježbanja, ponavljanja i provjeravanja. Neke nastavne teme potrebno je koncipirati tako da se njezini pojedini dijelovi izmjenjuju u manjim intervalima tako da se nakon obrade manjih dijelova nastavnoga sadržaja odmah provodi vježbanje i provjevaranje. Nakon toga se obrađuje drugi dio nastavnoga sadržaja nakon kojega opet slijedi vježbanje i provjeravanje.